# Amaranthus paraguayensis
Amaranthus paraguayensis là loài thực vật có hoa thuộc họ Dền. Loài này được Parodi mô tả khoa học đầu tiên năm 1878.